# إليزابيث بارك كاستيس لو
إليزابيث بارك كاستيس لو (بالإنجليزية: Elizabeth Parke Custis Law) هي نجمة اجتماعية أمريكية، ولدت في 21 أغسطس 1776 في أمريكا البريطانية، وتوفيت في 31 ديسمبر 1831 في ريتشموند في الولايات المتحدة.